# Bill Kenney
William Patrick Kenney (San Francisco, 20 gennaio 1955) è un ex giocatore di football americano statunitense che ha militato nel ruolo di quarterback nella National Football League (NFL).

## Carriera
Kenney fu scelto dai Miami Dolphins nel corso del 12º giro (333º assoluto) del Draft NFL 1978. Fu svincolato alla fine del training camp ma trovò il successo due anni dopo con i Kansas City Chiefs, inizialmente come riserva di Steve Fuller. Finì con il diventare titolare nel finale di stagione e grazie alle sue prestazioni mantenne tale ruolo anche nel 1981.
Dopo una stagione 1982 nella media, Kenney stava per essere sostituito come titolare da Todd Blackledge, scelto nella celebre classe dei quarterback del Draft NFL 1983. Kenney rispose disputando la sua miglior stagione, stabilendo i record di franchigia in yard passate (4.348) e passaggi completati (346) in una stagione; il secondo fu anche il miglior risultato della NFL. Grazie a queste prestazioni fu convocato per il suo unico Pro Bowl. Ad un certo punto della stagione lanciò per 300 yard in quattro gare consecutive, con un massimo di 417 yard contro i Seattle Seahawks. Sfortunatamente per Kenney e i Chiefs, persero tutte e quattro le partite.
Nelle successive quattro stagioni non avvicinò più le 4.000 yard ma giocò sufficientemente bene da impedire a Blackledge di partire come titolare quando era in salute (nel 1984 perse quattro partite per un infortunio a un pollice). Alla fine perse il posto da titolare nel 1988 quando i Chiefs ottennero in uno scambio Steve DeBerg. Kenney fu così svincolato dopo non avere lanciato alcun touchdown in 114 tentativi quell'anno. Lasciò i Chiefs come il secondo passatore più prolifico della loro storia dopo l'Hall of Famer Len Dawson. In seguito fu superato nella maggior parte delle statistiche da Trent Green; Green superò anche il record di yard passate in una stagione nel 2004.
Nel 1989, Kenney firmò con i Washington Redskins per essere il terzo quarterback dietro a Mark Rypien e Doug Williams. Tuttavia non scese mai in campo e si ritirò a fine stagione.

## Palmarès
- Convocazioni al Pro Bowl: 1

1983